# Робин Худ: Почетак
Робин Худ: Почетак (енгл. Robin Hood) амерички је акционо-авантуристички филм из 2018. године, редитеља Ота Батерста и сценариста Боба Чандлера и Дејвида Џејмса Келија, по причи Чандлера. Квази-савремено је препричавање легенде о Робину Худу, а прати његову обуку од стране Џона да краде од шерифа Нотингама. Главне улоге играју Тарон Еџертон, Џејми Фокс, Бен Менделсон, Ив Хјусон, Тим Минчин и Џејми Дорнан.
Филм је најављен у фебруару 2015, а Еџертон је тог септембра потписан за главну улогу. Хјусон, Фокс и Менделсон су се придружили глумачкој екипи током следеће године, а снимање је започело у фебруару 2017, које је трајало до маја.
Филм је издат 21. новембра 2018. године у Сједињеним Државама, дистрибутера Lionsgate-а. Филм је издат 29. новембра 2018. године у Србији, дистрибутера Blitz Film & Video Distribucija. Филм је добио негативне критике критичара, који су критиковали режију, наратив и трошење глумачке екипе, а зарадио је преко 86 милиона долара у односу на продукцијски буџет од 100 милиона долара. Због његовог критичног и финансијског промашаја, у сарадњи са модерним приступом класичном изворном материјалу, бројне публикације упоређују филм са филмом Краљ Артур: Легенда о мачу из 2017. године. Робин Худ номинован је за три Златне малине за најгори римејк, најгорег споредног глумца за Фокса и најгори филм.

## Улоге
| Глумац           | Улога                  |
| ---------------- | ---------------------- |
| Тарон Еџертон    | Робин Худ              |
| Џејми Фокс       | Јаија ибн Умар         |
| Бен Менделсон    | шериф Нотингама        |
| Ив Хјусон        | леди Маријан           |
| Тим Минчин       | Фрајер Так             |
| Џејми Дорнан     | Вил Тилман/Вил Скарлет |
| Пол Андерсон     | Гај Гисборн            |
| Ф. Мари Ејбрахам | Кардинал Френклин      |
| Ијан Пек         | архиђакон              |
| Џош Хердман      | праведник              |
| Корнелије Бут    | лорд Пембрук           |
| Бјерн Бенгтсон   | Тајдон                 |